# Liste des évêques de Bruges

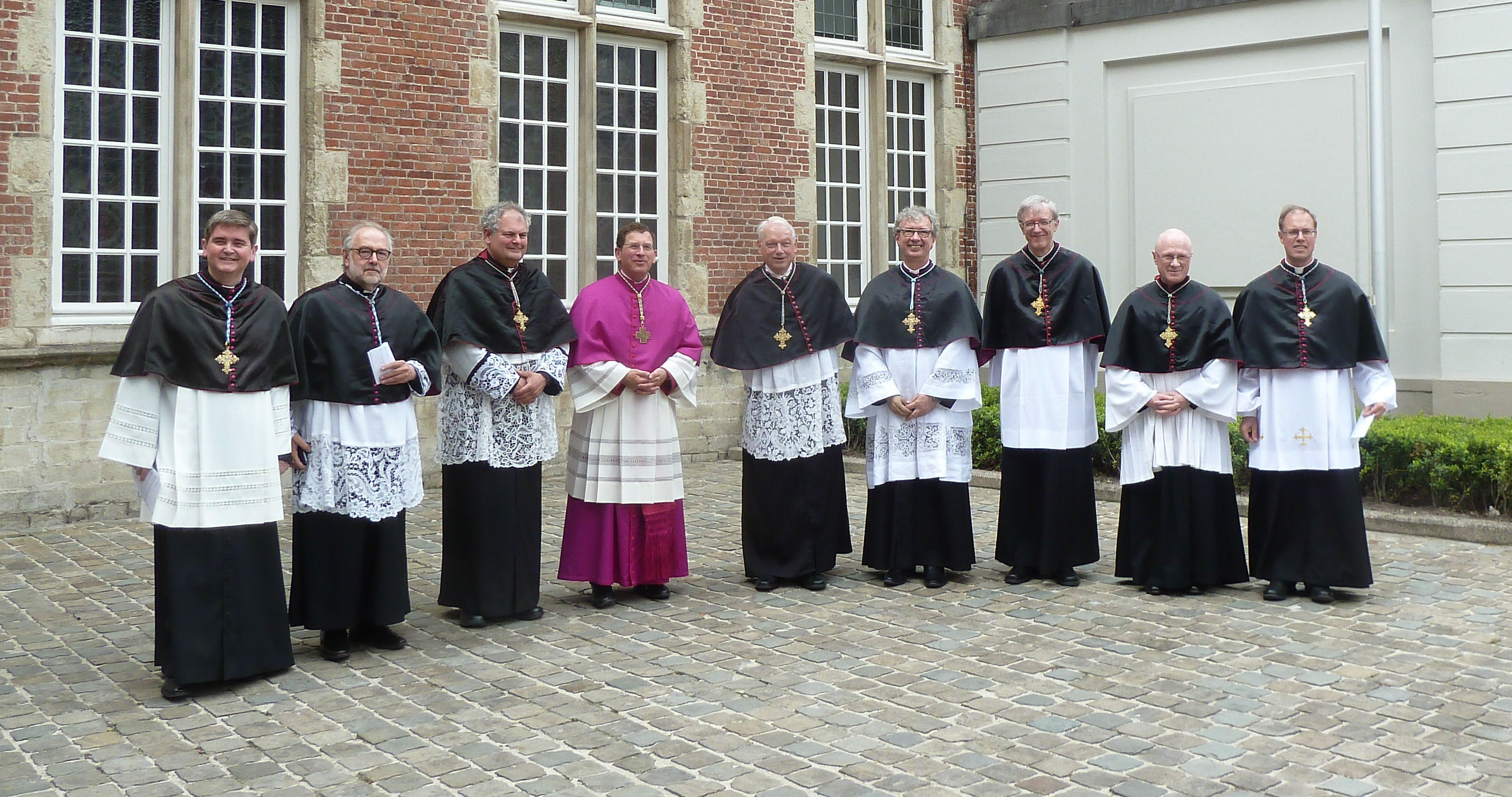
Chapitre de Bruges

La liste des évêques de Bruges :

## Évêques
- 1560–1567: Pierre de Corte (Petrus Curtius)
- 1569–1594: Remi Drieux (Remigius Driutius)
- 1596–1602: Matthias Lambrecht
- 1604–1616: Charles Philippe de Rodoan
- 1616–1620: Antoine Triest (puis évêque de Gand)
- 1623–1629: Denis Stoffels
- 1630–1639: Servais de Quinckere
- 1642–1649: Nicolas de Haudion
- 1651–1660: Charles Van den Bosch (puis évêque de Gand)
- 1662–1668: Robert de Haynin
- 1671–1681: François de Bailliencourt
- 1682–1689: Humbert de Precipiano (puis archevêque de Malines)
- 1691–1706: Guillaume (Willem) Bassery
- 1706–1716: vacance
- 1710-1710: Claude Albert von Horn
- 1716–1742: Henri Joseph van Susteren
- 1743–1753: Jean-Baptiste de Castillon
- 1754–1775: Jean Robert Caimo
- 1777–1794: Félix Brenart
- 1794-1834: supprimé
- 1834–1848: François-René Boussen
- 1848–1864: Jean-Baptiste Malou
- 1864–1894: Jean-Joseph Faict
- 1894–1895: Pierre de Brabandère
- 1895–1931: Gustave-Joseph Waffelaert
- 1931–1952: Henricus Lamiroy
- 1952–1984: Émile-Joseph De Smedt
- 1984–2010 : Roger Joseph Vangheluwe, démissionnaire après la reconnaissance d'abus sexuels.
- 2010-2015 : Jozef De Kesel
- 2016- .... : Lodewijk Aerts